# Yolanda Montecinos
Yolanda del Carmen Montecinos Pineda (Curanilahue, 12 de diciembre de 1927-Santiago, 7 de septiembre de 2007) fue una escritora, periodista y comentarista de espectáculos chilena.

## Biografía
Fue una de las dos hijas de Juan Montecinos Zúñiga y Sofía Pineda Roa. Montecinos estudió periodismo y pedagogía en castellano. También tuvo una carrera como bailarina de ballet, luego de estudiar esta disciplina en la escuela del Teatro Municipal de Santiago. Formó parte del Ballet Clásico Sulima del Teatro de Santiago entre 1953 y 1958. Sin embargo, su carrera se vio truncada por una lesión en la rodilla. Pese a ello, continuó desempeñándose en la danza como directora de la escuela de danza donde estudió, durante 15 años, y durante mediados de los años 1960 fue presentadora del programa Danza, música y movimiento en Canal 13.
Participó de la campaña para el plebiscito de 1988, apoyando la opción «Sí» que apostaba por mantener a Augusto Pinochet en el poder hasta 1997. 
En cuanto a su carrera como periodista, trabajó tanto en prensa escrita como en televisión. Fue columnista en periódicos y revistas de circulación nacional, como Las Últimas Noticias, El Diario Ilustrado, La Tercera, La Segunda y Ecran. En televisión fue panelista e invitada frecuente en diversos programas como Almorzando en el trece en Canal 13, ¿Cuánto vale el show? en Teleonce, 60 minutos en Televisión Nacional, Maravillozoo en Canal 13, entre otros. Su asertividad en cuanto a las críticas que realizaba le hizo ganar gran prestigio en el ambiente de los espectáculos, por lo que en 1980 ganó el premio Lenka Franulic. Además se desempeñó como docente en la universidad UNIACC.
En diciembre de 1998, se le descubrió el mal de Alzheimer, enfermedad degenerativa del cerebro. A pesar del duro diagnóstico decidió estar en la temporada de 1999 de Maravillozoo. En 1999 se retiró de la televisión definitivamente debido a su enfermedad. Su última aparición en pantalla ocurrió en diciembre de ese año, durante la entrega de los Premios APES.
Estuvo casada dos veces: su primer matrimonio fue con el crítico Hans Ehrmann, y su segundo matrimonio fue con Arístides Aguirre, de cuya unión nacieron sus dos únicas hijas, Pilar y Macarena Aguirre. Sus últimos años los pasó junto a Enrique Ernani (muerto en 2004), en la casa de reposo Anamar de Ñuñoa, donde se internó a comienzos de la década de 2000 tras habérsele diagnosticado el mal de Alzheimer. Durante 2007 su salud se complicó; recibió la extremaunción el 22 de agosto, y falleció el viernes 7 de septiembre. Fue sepultada en el mausoleo del Círculo de Periodistas en el Cementerio General de Santiago, tras una íntima ceremonia fúnebre en la cual participaron sus más cercanos familiares y amigos.